# Aeroportul Obo
Aeroportul Obo (IATA: OBX, ICAO: AYOB) este un aeroport din Papua Noua Guinee.
aeroportul dispune de o singură pistă.